# Srŏk Bâ Kêv
Srŏk Bâ Kêv är ett distrikt i Kambodja.   Det ligger i provinsen Ratanakiri, i den östra delen av landet, 300 km nordost om huvudstaden Phnom Penh. Antalet invånare är 11 758.